# カラ・ボガス・ゴル湾

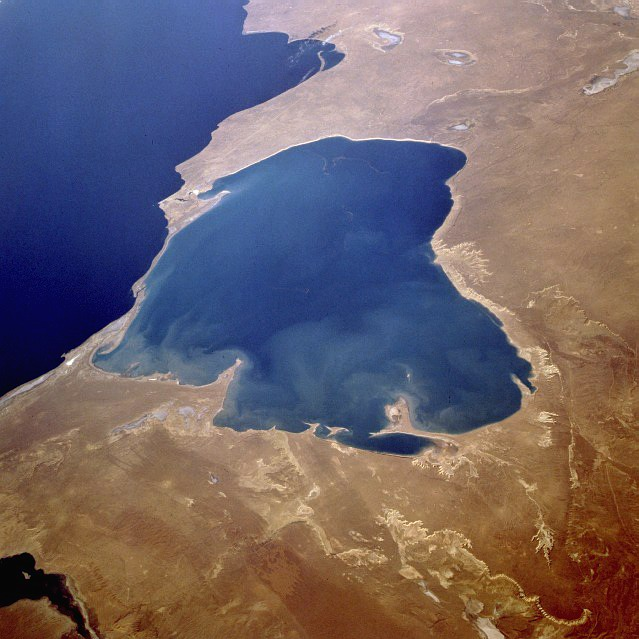
カラボガスゴル湾

カラボガスゴル湾、カラボガズゴル湾 (トルクメン語:Garabogazköl Aylagy) は、中央アジアのカスピ海東部にある湾である。2025年現在はトルクメニスタンに属している。
カスピ海本体とは砂州で分断され、狭い海峡を通じて接続している。そのため、独立した潟湖として扱われることもある。
「カラ・ボガス・ゴル」は、トルコ語で「黒い潟湖」の意味。。

## 概要
カスピ海に存在するいくつかの湾の中で1番大きな湾がカラボガスゴル湾である。水深は浅い。この湾にはカスピ海から水が流れ込んでくることが知られている。流れ込んできた水は、もはやどこにも流出する場所が無いために、カラボガスゴル湾の塩分濃度は元々高く、カスピ海からの流れに乗ってこの湾へと入ってきてしまった魚は、その塩分濃度のためにすぐに死んでしまうことが知られていた。そして、このカラボガスゴル湾という水の流出先があるために、カスピ海の塩分濃度は、比較的低く抑えられてきた側面がある。そのカスピ海の水位は、20世紀初頭から1977年頃まで約3mほど低下し、1930年代に特に低下が顕著だった。このカスピ海の水位の低下に伴って、カスピ海からカラボガスゴル湾への水の流れ込む量が減少したため、この湾では少しずつ塩化ナトリウムの濃度が上昇した。その後、カスピ海の水位は1977年から1990年代半ばまでは約2mほど上昇したものの、1980年に旧ソビエト連邦により、カスピ海とカラボガスゴル湾をつなぐ海峡が堰き止められて水の流入が止まったため、1983年末までにカラボガスゴル湾は濃縮され結晶化した塩分を残してほぼ干上がった。

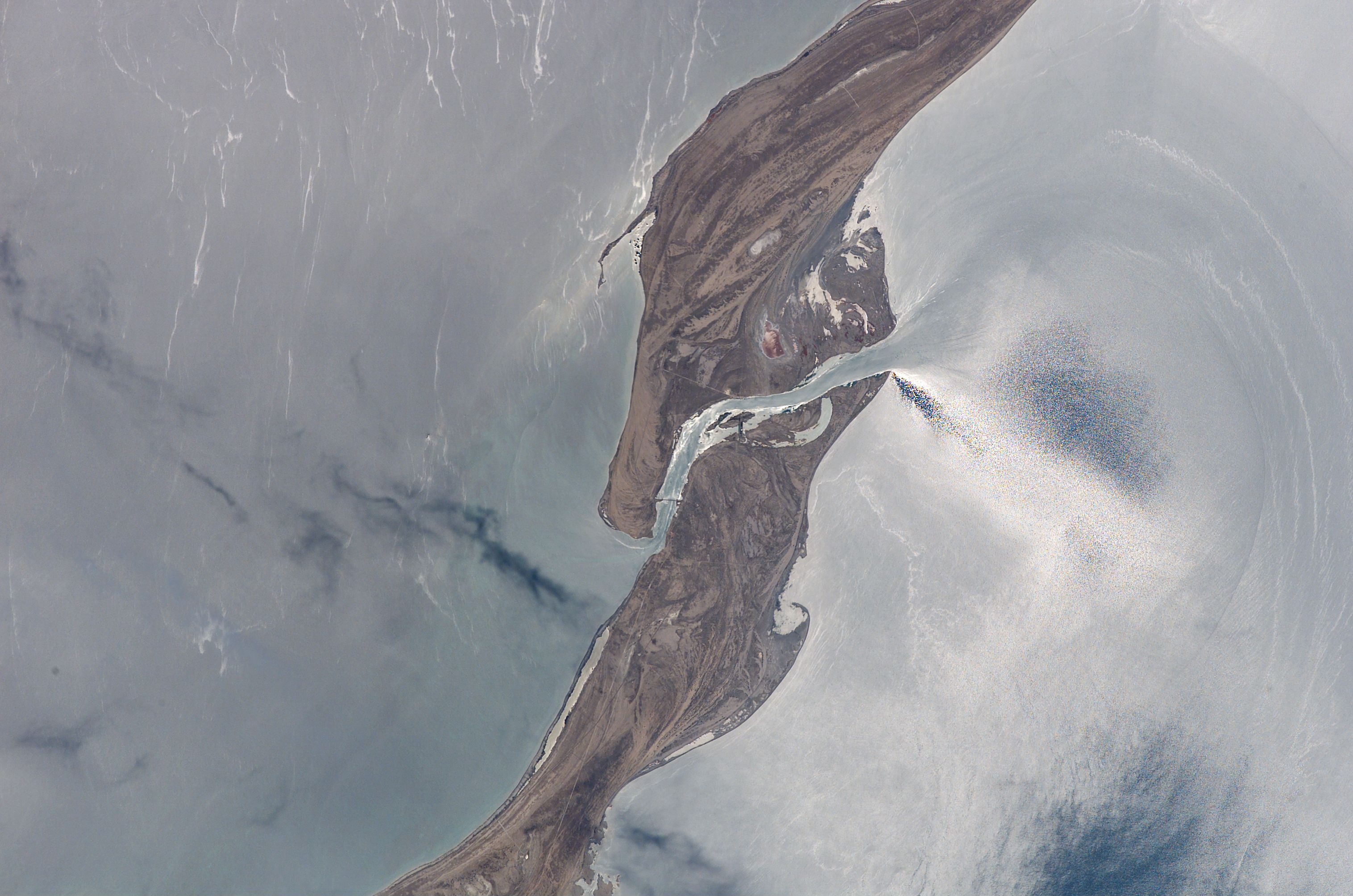
カスピ海とカラボガスゴル湾を結ぶ海峡。1980年に旧ソビエト連邦によりダムが建設された。

このカラボガスゴル湾の急激な乾燥化と塩分を含む砂塵のダストボウル化で広範囲にわたって塩害やこれに関連する健康被害を引き起こした。1990年代のソビエト連邦の崩壊の後、この地域はトルクメニスタン領となり、海峡を堰き止めていたダムは撤去された。